# Bernhard von Breidenbach
Bernhard von Breidenbach (auch Breydenbach) (* um 1440; † 5. Mai 1497 in Mainz) war ein deutscher Jurist, führender Beamter und Politiker des Erzbistums Mainz. Er ist als Autor einer viel gelesenen Reisebeschreibung in das Heilige Land und als Herausgeber des ersten medizinischen Kräuterbuchs in deutscher Sprache bekannt geworden.

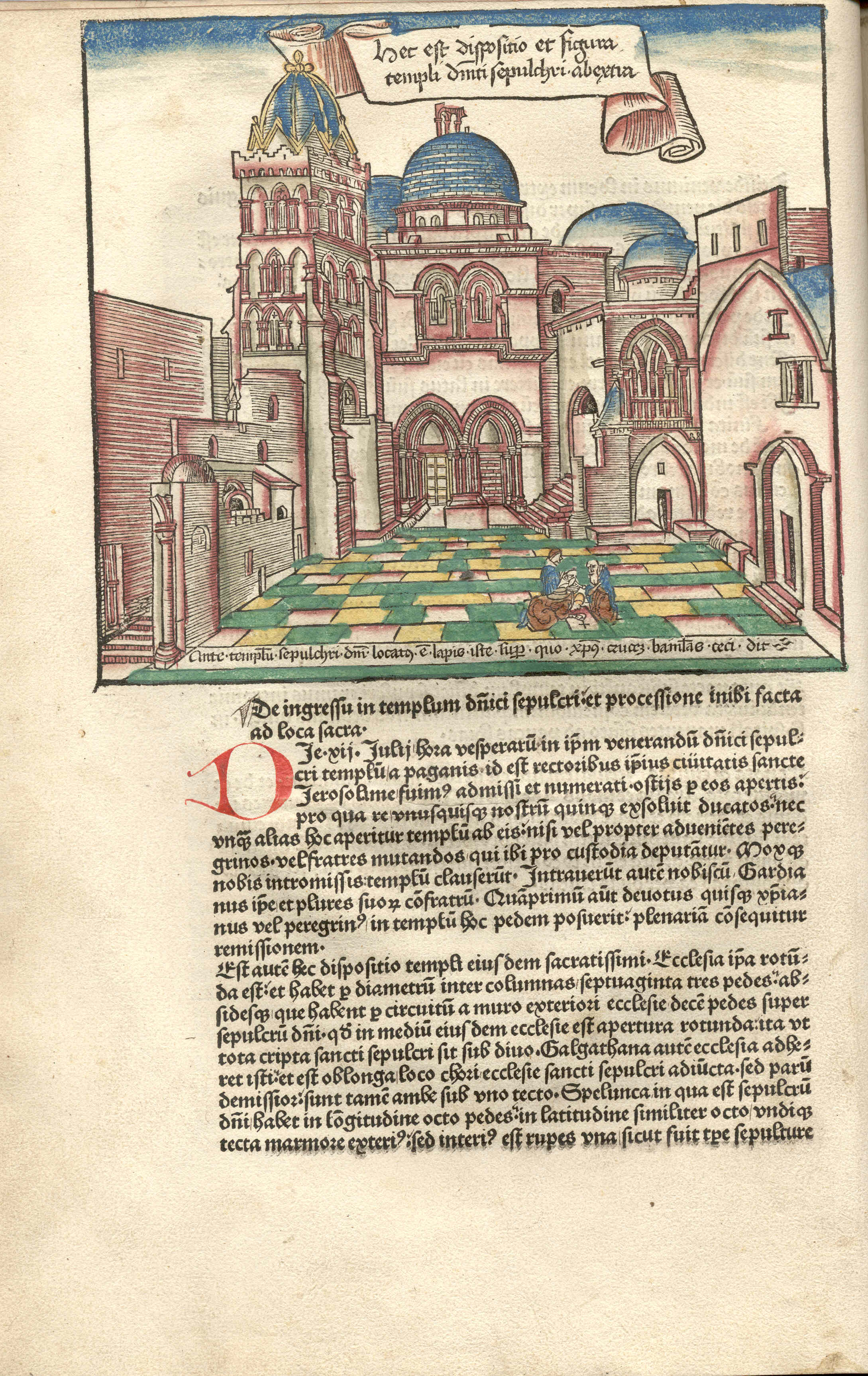
Abbildung der Grabeskirche in Jerusalem aus der lateinischen Erstausgabe des Reiseberichts 1486

## Name
Sein Name wird unterschiedlich geschrieben. Während im Verfasserlexikon und im Lexikon des Mittelalters die Schreibweise der der heute noch bestehenden Familie der Freiherren von Breidenbach zu Breidenstein entspricht, hat sich in der Inkunabelforschung Breydenbach eingebürgert.

## Jugend
Bernhard von Breidenbach war Spross des hessischen Edelherrengeschlechts derer von Breidenbach, die ihren Stammsitz in Breidenbach (heute Landkreis Marburg-Biedenkopf) hatten. Seine Eltern waren Gerlach der Jüngere von Breidenbach († 1459) und Gräfin Lysa von Wied.
Bereits 1450 ging Bernhard – zehnjährig – als Domherr nach Mainz und erhielt an der dortigen Domstiftsschule wohl seine erste Ausbildung. Ostern 1456 immatrikulierte er sich an der Universität in Erfurt, das damals zum Kurfürstentum Mainz gehörte. Dort erwarb er den Doktorgrad in den Rechtswissenschaften.

## Domherr in Mainz
1471 unterzeichnet er die Statuten der Dombibliothek in Mainz mit, ist also dorthin zurückgekehrt. Er gehörte bis zu seinem Tod 1497 dem dortigen Domkapitel an und hatte weitere bedeutende Stellungen inne. Er wurde Amtmann des Mainzer Domkapitels in Bingen, Apostolischer Protonotar, Kanoniker des Ritterstifts St. Alban und der Kollegiatstifte Sankt Viktor und Liebfrauen sowie Kanoniker am Kollegiatstift Sankt Peter und Alexander in Aschaffenburg. Als Kämmerer des Erzbischofs Diether von Isenburg stand er ab 1477 an der Spitze des weltlichen Gerichts der Stadt Mainz.
Im gleichen Jahr eröffnete Erzbischof Diether die Universität Mainz. Sie stand gänzlich unter kirchlichem Einfluss, da der Unterhalt der Professoren durch Stiftspfründen gewährleistet wurde und somit für diese Positionen nur Kleriker in Frage kamen. Als Angehöriger des einflussreichen Domkapitels und hoher Beamter der kurfürstlich-städtischen Verwaltung stand Breidenbach in engem Kontakt und regem Austausch mit der Hochschule. So nahm er im Februar 1479 an dem Inquisitionsprozess gegen Johann Ruchrat von Oberwesel teil. Das Gericht forderte den Erfurter Hochschullehrer und ehemaligen Mainzer Dompfarrer auf, seine gegen den Ablass gerichteten „Irrlehren“ zu widerrufen.

## Reise nach Jerusalem

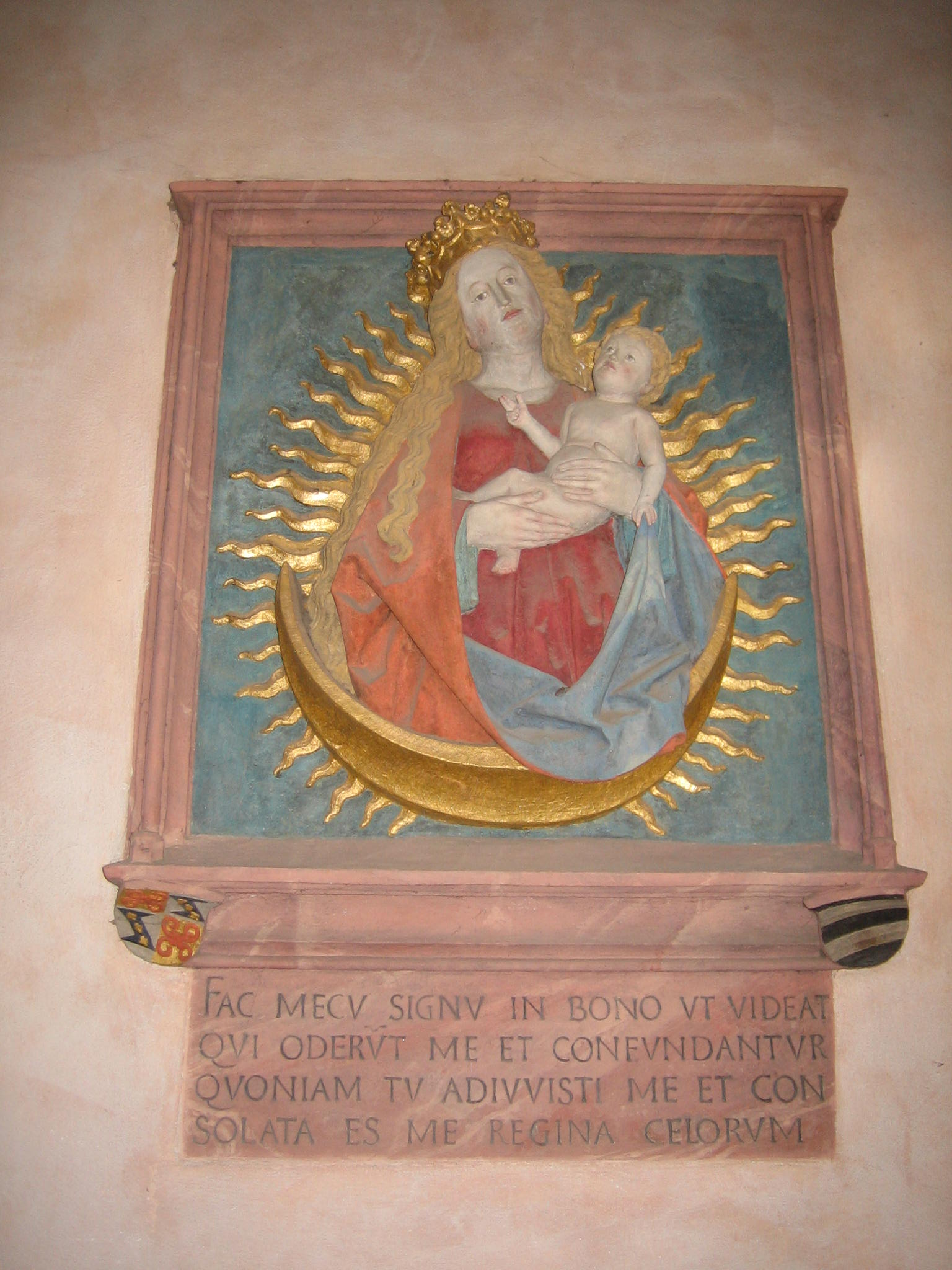
Madonna der Palästinafahrer im Kreuzgang des Mainzer Domstifts

Breidenbach unternahm mit dem Ritter Philipp von Bicken zum Schutz des jungen Grafen Johann von Solms-Lich eine Pilgerfahrt nach Jerusalem und von dort weiter zum Berg Sinai und verbrachte den größten Teil des Jahres 1483 und den Anfang des Jahres 1484 auf der Reise. Den im Jahr 1486 in Mainz gedruckten Pilgerbericht ziert auf dem Vorsatzblatt ein prächtiger Holzschnitt mit den Wappen der drei Adligen.
Zusammen mit Graf Johann zu Solms, Philipp von Bicken, den Baronen Truchsess von Waldburg, mit Hans Werli von Zimber (Zimmern), Heinrich von Staffel, Bernhard von Rechberg u. a. wurde Bernhard von Breidenbach 1483 Ritter des Ritterordens vom Heiligen Grab zu Jerusalem.
Auf der Rückreise starb der Graf zu Solms. Breidenbach stiftete 1484 gemeinsam mit dem Ritter Philipp von Bicken für seine glückliche und gesunde Rückkehr eine „Madonna der Palästinafahrer“, dargestellt als Mondsichelmadonna, für die Mainzer Liebfrauenkirche. Die Rückkehr Breidenbachs erfolgte vor Ende April 1484, denn am 27. April 1484 brach Graf Ludwig von Hanau-Lichtenberg nach Jerusalem auf, in seinem Gepäck eine von Breidenbach verfasste Reiseinstruktion, also einen „Reiseführer“.

## Der Verleger
Bernhard von Breidenbach gab die eigenen Reiseerfahrungen als gedrucktes Buch heraus. Die Ausarbeitung seines Reiseberichts, der auch Angaben zur Bedeutung arabischer Vokabeln enthält, nahm der Pforzheimer Dominikaner Martin Rad vor. Die illustrierte Reisebeschreibung erschien zuerst lateinisch und dann deutsch 1486 bei dem wie Bernhard von Breidenbach an der Pilgerreise ins Heilige Land teilgenommenen Künstler Erhard Reuwich in Mainz, der bereits im Mai 1484 als „Herrn Bernharts meler und snytzer“ bezeichnet wird. Zahlreiche weitere Ausgaben folgten. In der Martinus-Bibliothek werden einige Ausgaben der Reisebeschreibung aufbewahrt.
Weiter beauftragte er einen erzbischöflichen Leibarzt, ein medizinisches Kräuterbuch (Herbar) zusammenzustellen. Dieses erschien am 28. März 1485 bei Peter Schöffer unter dem Namen Gart der Gesundheit und ist das erste gedruckte Kräuterbuch in deutscher Sprache. Vermutlich stammen die 381 Holzschnitte darin von Erhard Reuwich, wohl dem hervorragendsten Buchgestalter seiner Zeit im Rhein-Main-Gebiet.
In beiden Büchern sind die Darstellungen nach der Natur gezeichnet und wiederholen nicht – wie damals oft üblich – traditionelle und teilweise fehlerhafte Darstellungen aus Handschriften.
Sowohl der Pilgerbericht als auch das Kräuterbuch erschienen in Deutsch, was für die weltoffene Geisteshaltung des Domherrn spricht, der damit im Widerspruch zu dem Zensuredikt seines Bischofs stand. Breidenbach hat sich dazu selbst in seiner Widmung der deutschen Ausgabe des Reisebuchs geäußert. Er wendet sich darin nicht generell gegen den Druck in der Volkssprache, sondern bedauert den Qualitätsverlust, der entstehe, weil nun jeder schreiben und drucken könne. Insofern sind seine deutschsprachigen Drucke als pädagogischer Beitrag zur Allgemeinbildung der deutschsprachigen Leser und vielleicht sogar als Vorbild für weitere Bücher in deutscher Sprache gedacht. Mit den beiden von ihm initiierten Werken hat er zur Buch- und Literaturgeschichte des Spätmittelalters zwei wesentliche Beiträge geleistet.

## Die späteren Jahre

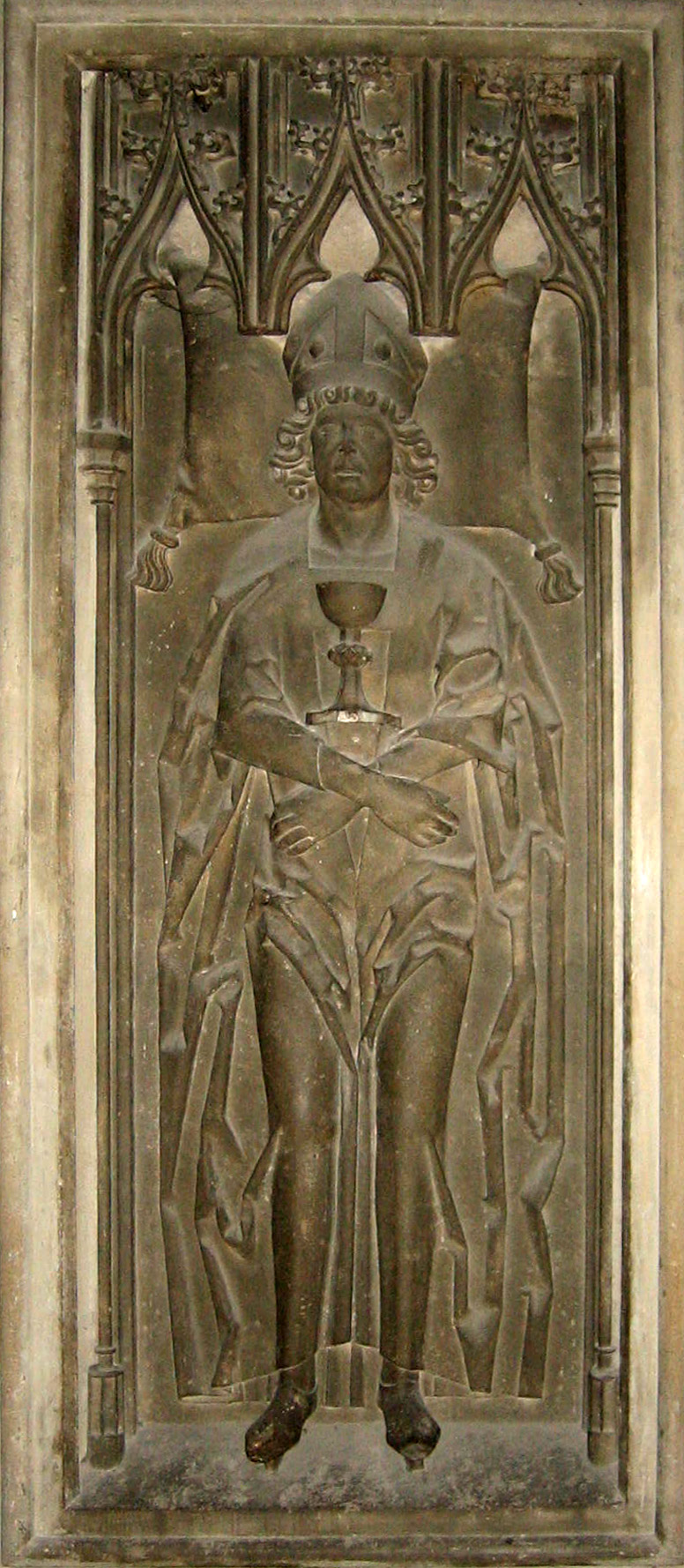
Grabplatte des Bernhard von Breidenbach vor der Gotthardkapelle des Mainzer Doms. Die Grabinschrift lautet: Anno MCCCCLXXXXVII. die V. Mensis Maji obiit Reverendus Pater D. Bernhardus de Breidenbach S. Apostolicæ sedis Pronotarius ac hujus ecclesiæ Decanus C.A.R.I.P.

Für den Domherrn brachte das Jahr 1484 noch weitere Reisen, vor allem in diplomatischer Mission. Im Mai weilte er in Bad Ems bei Landgraf Hermann IV. von Hessen, dem Erzbischof von Köln, und im September in Rom. Dorthin hatte ihn der neue Mainzer Erzbischof, Berthold von Henneberg, gesandt, um an der Krönung und dem Krönungszug des neu gewählten Papstes Innozenz VIII. als Vertreter von Kurmainz teilzunehmen. Breidenbach blieb bis Oktober in Rom, wo er für die Mainzer Sebastiansbruderschaft einen Ablass erwirkte, der noch heute im Mainzer Diözesanmuseum erhalten ist. Zurück in Mainz erhielt er am 15. November 1484 das Domdekanat, amtierte aber weiterhin auch als Kämmerer.
Als Domdekan nahm Bernhard von Breidenbach eine hervorragende Stellung innerhalb des Mainzer Klerus ein und gehörte dem engsten Kreis um Kurfürst-Erzbischof Berthold von Henneberg an. Sicher trug er auch das Zensuredikt mit, das der Erzbischof am 4. Januar 1486 erließ, und in dem er den Missbrauch beklagte, der „mit der göttlichen Kunst [dem Buchdruck] getrieben werde“. Er wandte sich vor allem gegen die in seinen Augen mangelhafte Übersetzung kirchenrechtlicher Werke aus dem Griechischen und Lateinischen in die Volkssprache und verfügte eine Prüfung solcher Bücher durch eine Zensurkommission.
Im Februar 1486 nahm Breidenbach an der Wahl Maximilians I. zum römischen König in Frankfurt am Main und am 9. April 1486 an dessen Krönung in Aachen teil, wo er Erzbischof Berthold assistierte. Eine gewisse Amtsmüdigkeit macht sich im Jahr 1491 bemerkbar, als er sein Kämmereramt abgab, das ihm auf Lebenszeit zustand, und für etwa ein halbes Jahr nach Rom reiste. Zurück in Mainz ging er weiter seinen politischen Geschäften nach und erlebte 1495 den großen Reichstag in Worms.

## Tod
Am 5. Mai 1497 starb Bernhard von Breidenbach und wurde in der Marienkapelle des Mainzer Doms bestattet. Sein schlichtes Grabmal findet sich heute am Zugang zur Gotthardkapelle.
Sein Nachfolger als Domherr in Mainz wurde Friedrich Königstein, der 1508 dieses Amt verlor.

## Bewertung
Als Initiator und Herausgeber zweier für die Druck- und Kulturgeschichte so bedeutender Werke, wie seines Reiseberichts und des Kräuterbuchs, muss er geistig sehr vielseitig interessiert und ein unternehmungsfreudiger Mann gewesen sein. Vermutlich finanzierte Bernhard von Breidenbach die Drucklegung aus eigener Tasche und damit auch auf eigenes Risiko, denn für weltliche Themen, dazu noch in der Volkssprache, fand sich kaum ein kirchlicher Auftraggeber. Er konnte also nur auf eine Begleichung seiner Kosten durch den Verkauf der Bücher vertrauen. Für eine solch moderne, unternehmerische Haltung spricht auch eine gedruckte Urkunde aus dem Jahr 1489, nach der Breidenbach sich an der Erschließung von Mineralquellen bei Assmannshausen im Rheingau beteiligte. Der Erzbischof gestattete in der Urkunde dem Domdekan und einem gewissen Heinz Sigler aus Aschaffenburg, die Quellen auf eigene Kosten zu suchen. Bei Erfolg wäre die eine Hälfte des Wassers dem Stift, die andere den beiden Unternehmern zugefallen. Außerdem hätten die drei Parteien zu gleichen Anteilen an Betrieb und Herbergsbau profitiert.

## Schriften
- Peregrinatio in terram sanctam, Mainz 1486 (Digitalisat)
- Andreas Klußmann (Hrsg.): Bernhard von Breydenbach: Peregrinatio in terram sanctam. Erste deutsche Ausgabe von Peter Schöffer, Mainz 1486. Faksimile, 159 Blätter, zahlreiche Illustrationen und Faltpanoramen, Saarbrücken 2008, ISBN 978-3-937246-00-0.
- Isolde Mozer (Hrsg.): Bernhard von Breydenbach: Peregrinatio in terram sanctam. Eine Pilgerreise ins Heilige Land. Frühneuhochdeutscher Text und Übersetzung. de Gruyter, Berlin 2010, ISBN 978-3-11-020951-8. (Rezension.)
- Bewehrtes Reisebuch deß heiligen Lands, oder, Eine gründliche Beschreibung aller Meer- und Bilgerfahrten zum heiligen Lande, so von vielen hohen, auch andern Stands Personen, zu Wasser und Land vorgenommen … Da auch weiters Die eigentliche Beschreibung deß gantzen heiligen Lands Palaestinae, sampt desselben Landschaften. books.google.de.